# Opéra royal de Mascate
L'Opéra Royal de Mascate est un lieu de premier plan pour les arts musicaux et la culture au sultanat d'Oman. L'opéra est situé dans le district Shati Al Qurm de Mascate, sur la rue du Sultan Qabus. Construit sur les ordres royaux du Sultan Qabus d'Oman, l'Opéra Royal de Mascate est un représentant unique et fascinant de l'architecture omanaise contemporaine, et a une capacité d'accueil de 1100 personnes. Le complexe de l'opéra se compose d'une salle de concert, d'un auditorium, de jardins, de marchés, de restaurants de luxe et d'un centre artistique de production de musique, de théâtre et d'opéra.

## Historique
Le Sultan Qabus a toujours été un grand amateur de musique classique et d'art, passion développée lors son séjour d'études en Angleterre. En 2001, le sultan ordonne la construction d'un d'opéra. Initialement appelé « Maison des Arts Musicaux », le nom de « Opéra Royal de Mascate » est finalement choisi. Il a été officiellement inauguré le 12 octobre 2011, avec une production de l'opéra Turandot, menée par le ténor espagnol Plácido Domingo.

## Représentations
L'opéra a eu une première saison impressionnante, avec des prestations de Plácido Domingo, Andrea Bocelli et de la soprano Renée Fleming. S'y sont également produits de nombreux musiciens ou ensembles célèbres, dont le célèbre violoncelliste Yo Yo Ma et l'Orchestre philharmonique de Londres, l'American Ballet Theatre dans une production de Don Quichotte de la manche, et le trompettiste Wynton Marsalis. Il y a également eu les représentations d'artistes arabes comme Majida El Roumi ainsi qu'un hommage en l'honneur de la légendaire chanteuse arabe Um Kalthoum. En mars 2013, le violoniste indien L. Subramanyam se produit à l'opéra et décrit son orchestre comme étant le seul au Moyen-Orient entièrement composé de musiciens de la région.

## Galerie

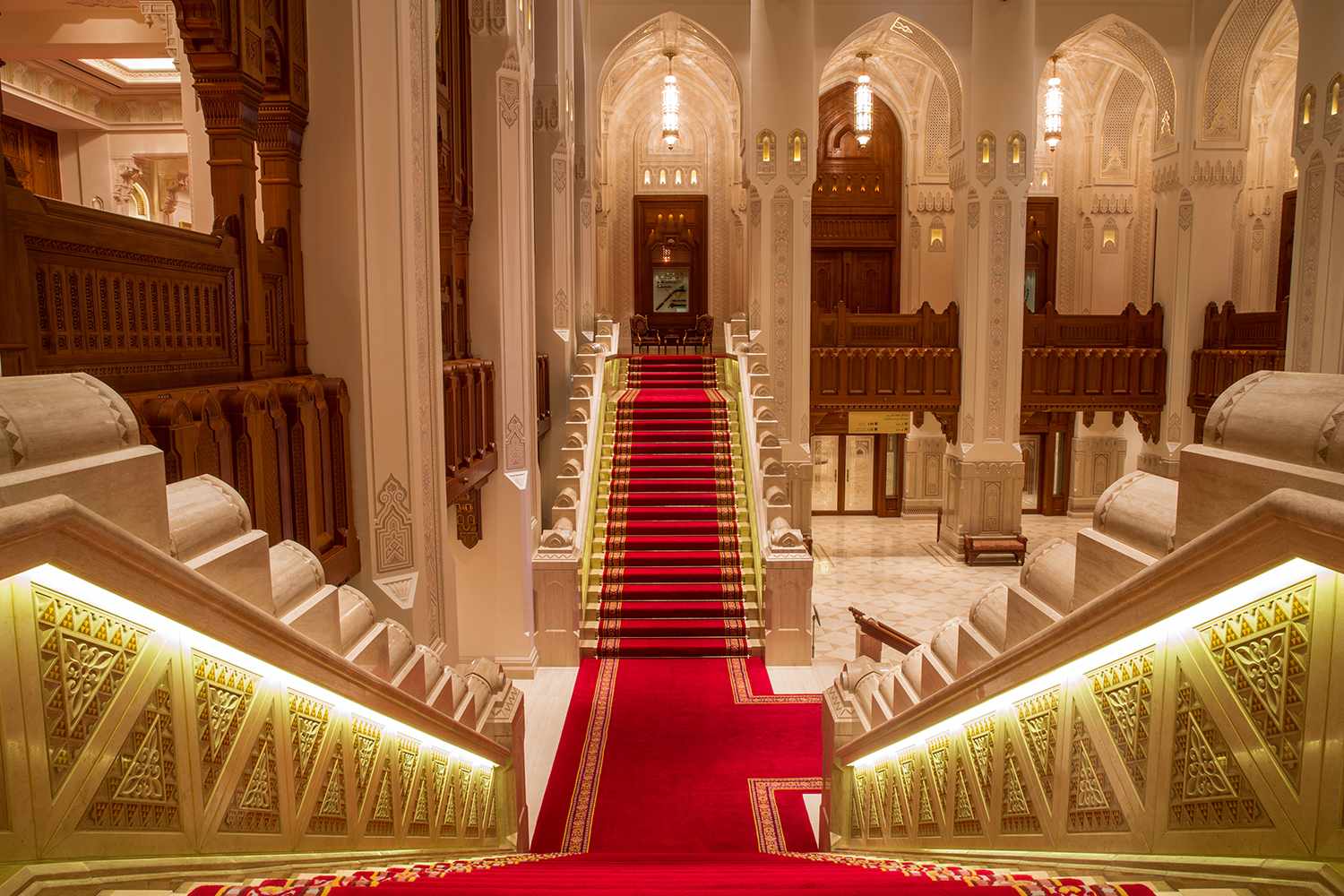
Hall principal de l'Opéra
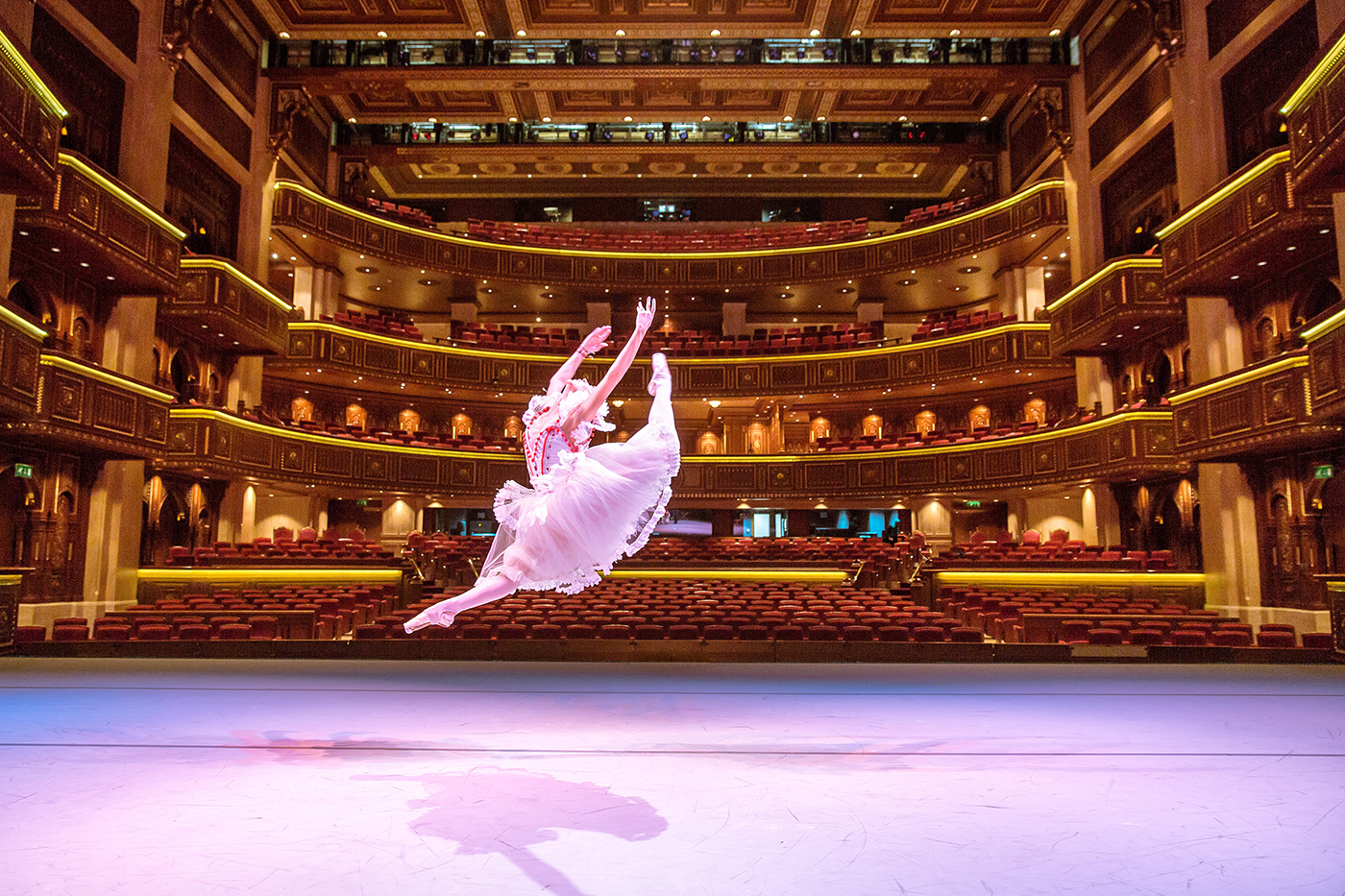
Le Ballet national cubain en train de répéter sur la scène de l'Opéra
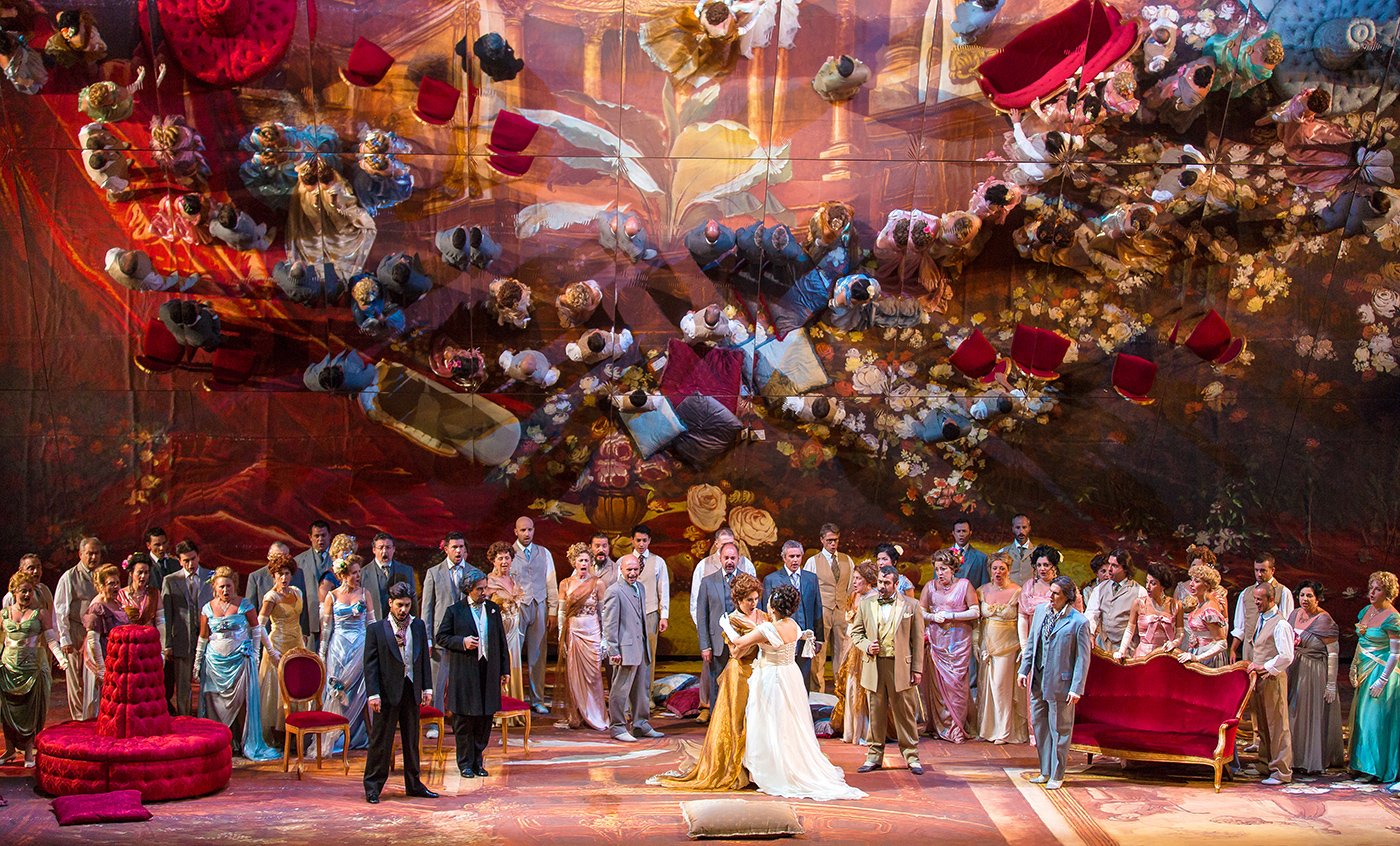
La Traviata, Opéra de Giuseppe Verdi, octobre 2013
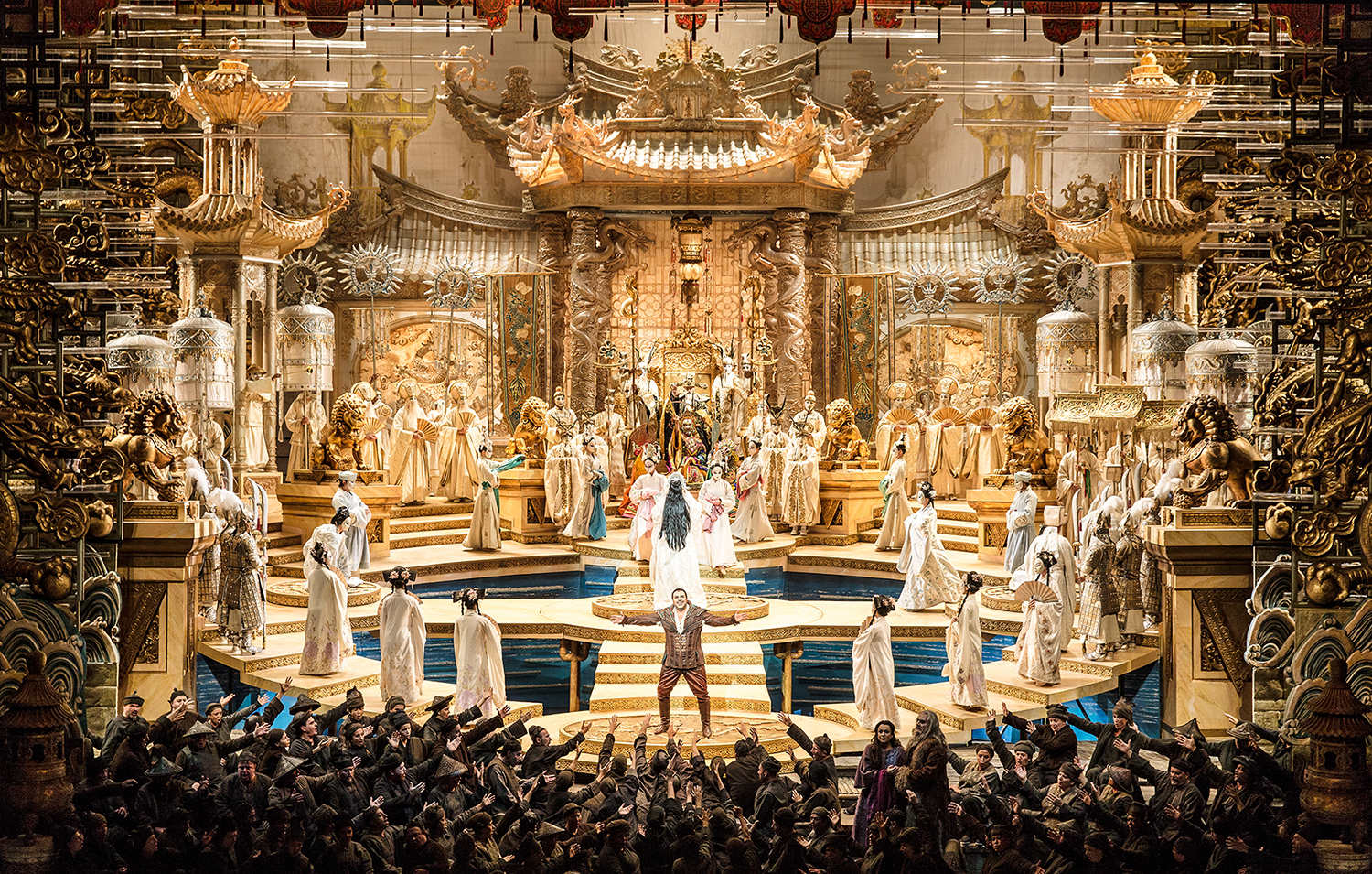
Turandot, Opéra de Puccini sur la scène de l'Opéra Royal de Mascate
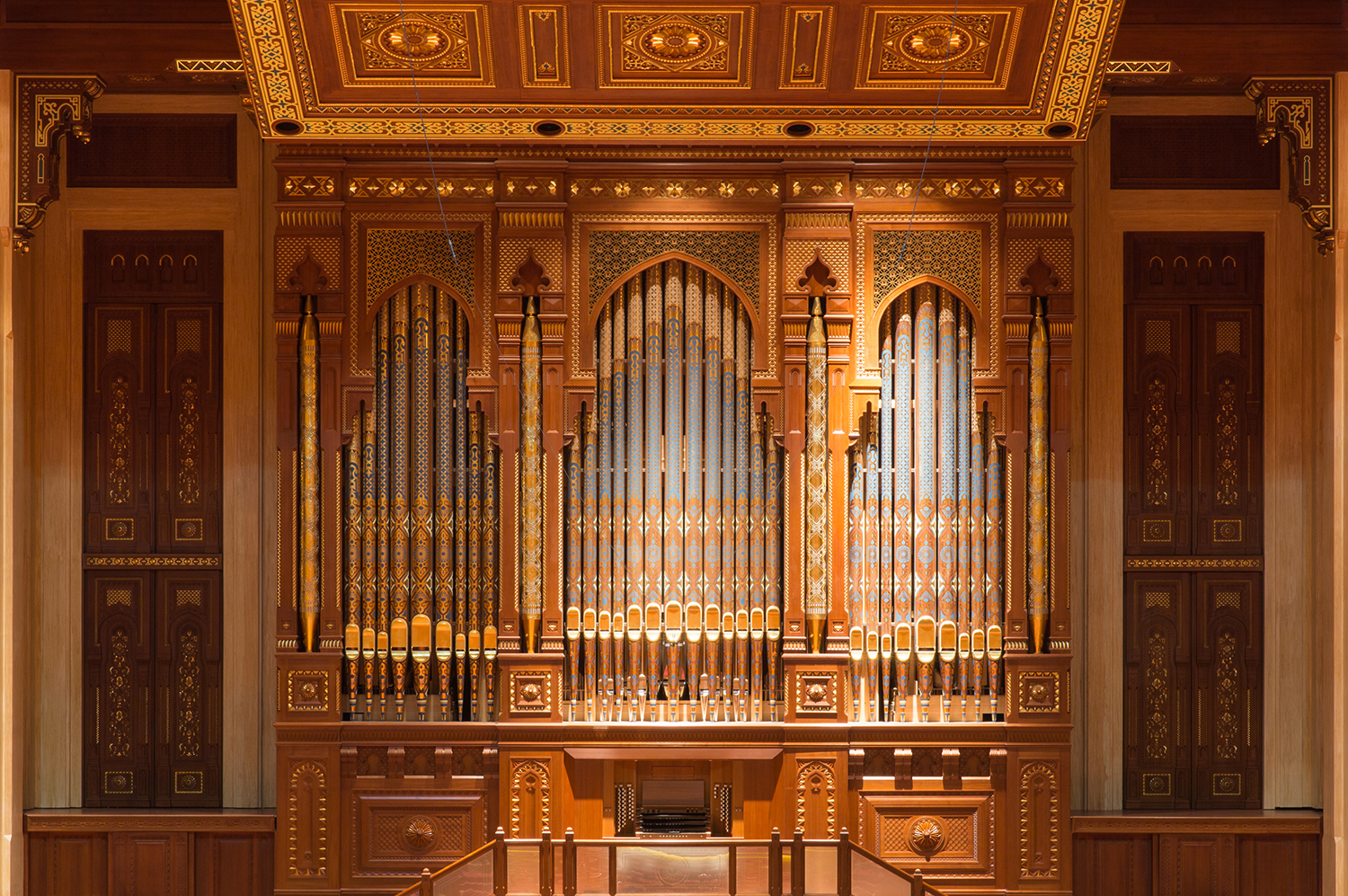
L'Orgue de l'Opéra
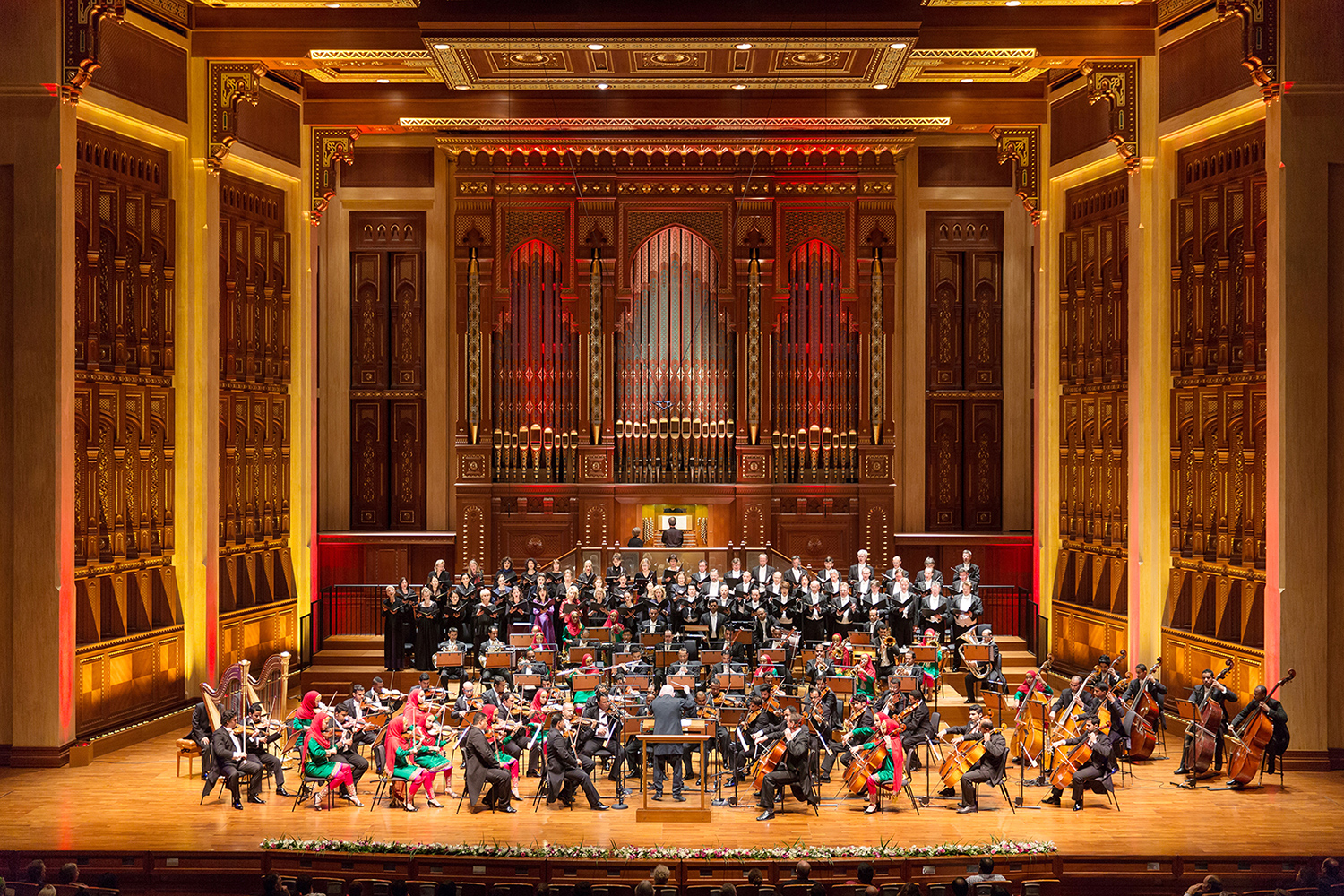
Concert d'orgue avec l'Orchestre Symphonique Royal d'Oman
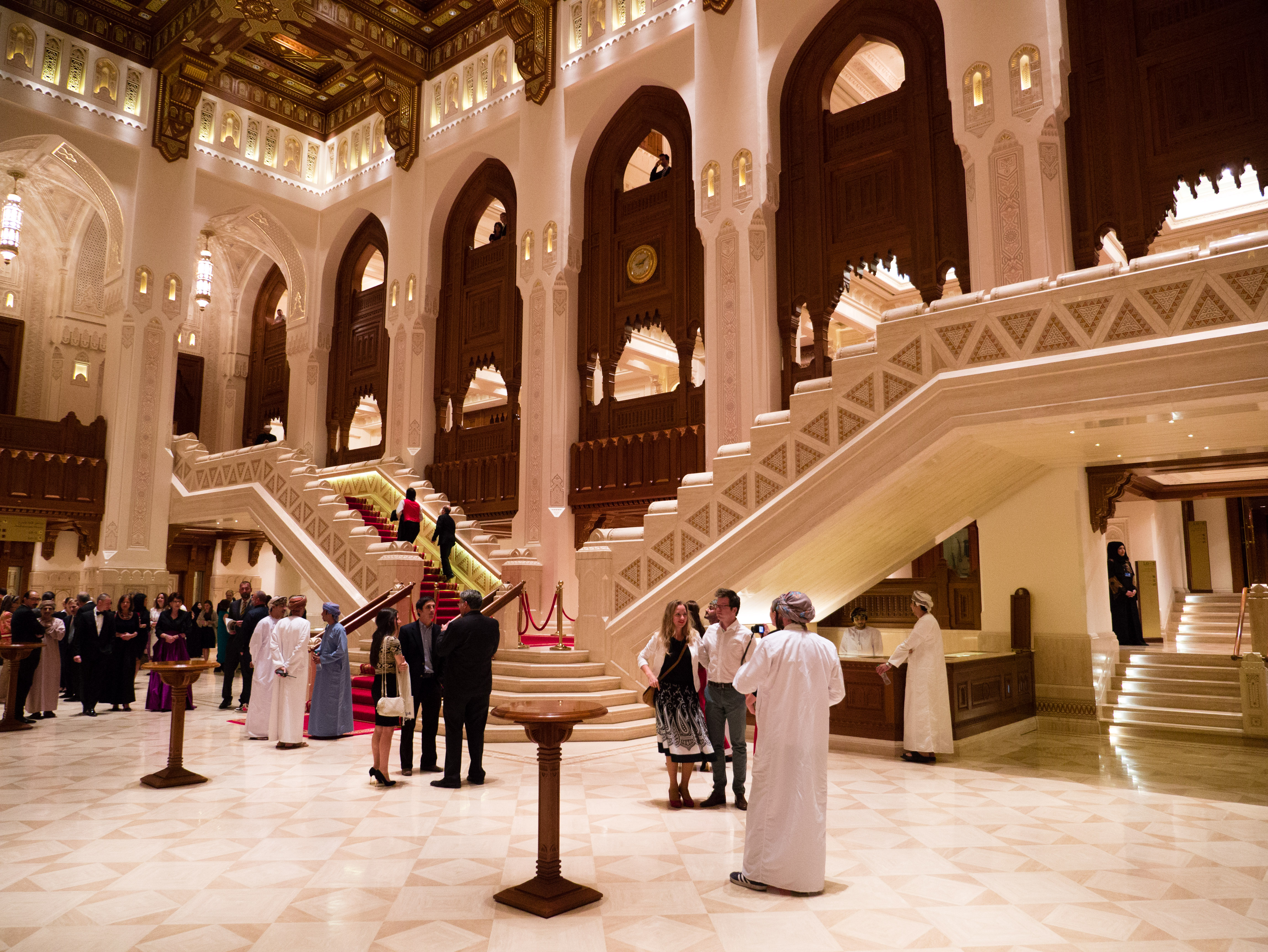
Autre vue du hall principal